# Elecciones presidenciales de Ecuador de 1944
Elección indirecta realizada por la 16º Asamblea Constituyente del Ecuador para elegir al Presidente Constitucional del Ecuador, resultando electo José María Velasco Ibarra por aclamación de todos los partidos del país.

## Antecedentes
El presidente Carlos Arroyo del Río, quien se enfrentaba a una violenta oposición política y amenaza de derrocamiento, convocó a elecciones para junio de 1944, según la Constitución de la época. Ante el total control y represión que manejaba el gobierno arroyista, todos los partidos de oposición y liberales disidentes conformaron la Alianza Democrática Ecuatoriana como alternativa para vencer al oficialismo ante la alta probabilidad de fraude electoral, candidatizando a José María Velasco Ibarra, quién se encontraba en el exilio, mientras que el liberalismo oficialista candidateó al presidente del congreso Miguel Ángel Albornoz.
Sin embargo, antes de la realización de las elecciones presidenciales, estalló la Revolución del 28 de mayo, que finalmente obligó a renunciar a su cargo al presidente Carlos Arroyo del Río y logró la instauración de una junta de gobierno provisional conformada por los partidos conservador, comunista y socialista, además de liberales opositores al oficialismo, la cual proclamó a José María Velasco Ibarra, quién se encontraba en Colombia, como Presidente Interino, regresando al país y al poder político, convocando a una nueva asamblea constituyente en Quito de espíritu popular y revolucionaria, conociéndose esta etapa política como la Revolución de la Gloriosa.

### Candidatos
| Partido | Partido | Presidente                       | Cargos Previos                                   |
| ------- | --- | -------------------------------- | ------------------------------------------------ |
|         | Partido Liberal Radical Ecuatoriano | Miguel Ángel Albornoz Tabares    | Presidente de la Cámara del Senado (1942 - 1943) |
|         | Alianza Democrática Ecuatoriana: - Partido Conservador Ecuatoriano - Partido Socialista Ecuatoriano - Partido Comunista del Ecuador - Independientes | José María Velasco Ibarra (Ind.) | Presidente de la República (1934 - 1935)         |

Fuente:

## Desarrollo y Resultados
La elección del Presidente Constitucional de la República fue realizada mediante resolución y aclamación de la Asamblea Constituyente de 1944 - 1945 para un período de 4 años. Esta elección fue particularmente favorable a Velasco Ibarra al haber agrupado a todos los partidos alrededor de su candidatura.
| Partido         | Partido | Presidente                       | Cargos Previos                           | Votos |
| --------------- | --- | -------------------------------- | ---------------------------------------- | ----- |
|                 | Alianza Democrática Ecuatoriana: - Partido Conservador Ecuatoriano - Partido Socialista Ecuatoriano - Partido Comunista del Ecuador - Independientes | José María Velasco Ibarra (Ind.) | Presidente de la República (1934 - 1935) | 91    |
| Votos en Blanco | Votos en Blanco | Votos en Blanco                  | Votos en Blanco                          | 9     |

Fuente: